# Ланаро, Херман
Херман Андрес Ланаро (исп. Germán Andrés Lanaro; родился 21 марта 1986, Вилья-Рехина, Аргентина) — аргентинский футболист, защитник.

## Клубная карьера
Ланаро начал профессиональную карьеру в клубе «Уракан». 9 декабря 2007 года в матче против «Велес Сарсфилд» он дебютировал в аргентинской Примере. В 2008 году Херман покинул «Уракан» и несколько сезонов выступал за клубы низших дивизионов «Гильермо Браун», «Вилья Митре» и «Альмагро».
Летом 2013 года Ланаро перешёл в «Нуэва Чикаго». 17 августа в матче против «Эстудиантес Касерос» он дебютировал за новую команду. 7 декабря в поединке против «Комуникасьонес» Херман забил свой первый гол за «Чикаго». В конце сезона Ланаро помог команде выйти в аргентинскую Примеру.
Летом 2014 года он перешёл в чилийский «Палестино». 20 июля в матче против «Кобрелоа» Ланаро дебютировал в чилийской Примере. 14 декабря в поединке против «Уачипато» он сделал «дубль», забив свои первые голы за «Палестино».